# Noord-Tripura
Noord-Tripura is een district van de Indiase staat Tripura. In 2001 telde het district 590.655 inwoners op een oppervlakte van 2821 km². Het noordwestelijke gedeelte splitste zich in 2012 echter af en vormt sindsdien het district Unakoti. Tussen 1970 en 1995 behoorde ook het district Dhalai tot Noord-Tripura.
Dhalai · Gomati · Khowai · Noord-Tripura · Sipahijala · Unakoti · West-Tripura · Zuid-Tripura